# Cuotas obrero-patronales en México
Son la suma total de dinero aportado al Instituto Mexicano del Seguro Social por los trabajadores, patrones y la cuota social que aporta el gobierno mexicano.
Para su determinación se toman en cuenta, el salario base de cotización del trabajador, el salario mínimo del Distrito Federal, el salario mínimo del área geográfica del asegurado y los porcentajes que fija la ley del seguro social. El pago cubre los cinco seguros que ofrece el IMSS bajo el régimen obligatorio.

## Enfermedad y maternidad
Este seguro cubre a los familiares que tenga el trabajador en favor de él mismo y sus beneficiarios, con el cual tiene derecho a prestaciones en dinero y en especie; como incapacidades y subsidios (se pagan al 60% del sbc y a partir del 4° día de incapacidad), en el caso de las mujeres aseguradas embarazadas, el goce del 100% de su sueldo al tener incapacidad por maternidad, por 42 días antes y 42 después del parto.
Para tener derecho a las prestaciones de este seguro es necesario tener:
- 4 cotizaciones semanales para los trabajadores permanentes y 6 semanas cotizadas los últimos 4 meses para los trabajadores eventuales.
- 30 cotizaciones semanales los últimos 12 meses para tener derecho a la incapacidad y el subsidio por maternidad. Además de la certificación de embarazo por parte del IMSS y que no se esté laborando.

Para prestaciones en especie: 
- El patrón paga el 20.4% del Anexo: UMA y el Gobierno el 13.9% del salario mínimo de 1997 actualizado anualmente por el INPC.
- Si el salario base de cotización excede 3 veces el salario mínimo del D.F.
  - El patrón paga el 6% de la diferencia
  - El trabajador paga el 2% de la diferencia.

Para prestaciones en dinero: del 1% del salario base de cotización, el 70% a cargo del patrón, el 25% a los trabajadores y el 5% restante al gobierno federal.

## Riesgo de trabajo
Este seguro cubre cualquier accidente o enfermedad que sufra el trabajador con motivo de su trabajo.
Para tener derecho a este seguro no son necesarias semanas cotizadas, ya que el trabajador se encuentra protegido desde el primer día en que labora en la empresa, cabe mencionar que el trabajador no tiene derecho a este seguro si al momento de ocurrirle algún accidente se encontraba en estado de embriaguez, bajo el efecto de algún narcótico, la causa que lo provocó fue alguna riña o se daña intencionalmente. Este seguro toma en cuenta el giro de la empresa para establecer la prima media que se señala en el artículo 73 de la ley del seguro social cuando es la primera vez que se cotiza, para los años subsecuentes, la prima se determina de acuerdo con la siguiente fórmula, en el mes de febrero:
Prima de riesgo de trabajo = [(S/365)+V * (I + D)] * (F/N) + M
Donde:
- V = 28 años, que es la duración promedio de vida activa de un individuo que no haya sido víctima de un accidente mortal o de incapacidad permanente total.
- F = 2,3, que es el factor de prima.
- N = Número de trabajadores promedio expuestos al riesgo.
- S = Total de los días subsidiados a causa de incapacidad temporal.
- I = Suma de los porcentajes de las incapacidades permanentes, parciales y totales, divididos entre 100.
- D = Número de defunciones.
- M = 0,005, que es la prima mínima de riesgo.

La prima disminuye al no haber incidencias ni accidentes entre los trabajadores.
Este seguro lo paga totalmente el patrón, se obtiene multiplicando la base de cotización mensual por la prima que tenga la empresa.

## Invalidez y vida (Muerte)
Este seguro cubre al trabajador cuando este imposibilitado para procurarse y obtener un sueldo mayor al 50% de lo que percibía antes de tener la invalidez y a los beneficiarios a falta del trabajador, que les provea sustento.
Para tener derecho a este seguro son necesarias: 
- 250 semanas de cotización para el ramo de invalidez, en caso de que el asegurado tenga más del 75% de incapacidad sólo se necesitarán 150 semanas.
- Para el ramo de vida 150 cotizaciones semanales.

El pago se compone del:
- Patrones: 1,75% del sbc.
- Trabajadores: 0,625% del sbc.
- Gobierno federal: 0,125% del sbc.[8]

## Retiro, cesantía en edad avanzada y vejez
Este seguro cubre el dinero necesario para cuando el trabajador llegue a la edad de la jubilación y existan recursos para poder brindarle una renta vitalicia. Estos recursos los manejan las AFORES, y al momento del retiro del trabajador, estas traspasan los recursos a una aseguradora.
Para tener derecho a este seguro, es necesario que el trabajador cuente con 1.250 semanas cotizadas, que no esté trabajando y que tenga 60 años para la pensión por cesantía o 65 años para la pensión por vejez.
Para el ramo de cesantía en edad avanzada y vejez, las aportaciones por día son las siguientes:
- 3,150% del sbc, por parte del patrón.
- 1,125% del sbc, por parte del trabajador, este porcentaje es retenido por el patrón al momento del pago de la nómina.
- 0,225% del sbc, por parte del gobierno federal.

Para el ramo de retiro:
- 2% del salario base de cotización del trabajador, aportado totalmente por el patrón.[9]

El gobierno mexicano aporta a este seguro una cuota social de acuerdo a las veces el salario mínimo que perciba el trabajador por día. Este se actualiza trimestralmente de acuerdo al INPC, los meses de marzo, junio, septiembre y diciembre de cada año.
| Salarios mínimos | Cuota social |
| ---------------- | ------------ |
| 1 salario        | $ 3,870.77   |
| De 1,01 a 4      | $ 3,709.49   |
| De 4,01 a 7      | $ 3,548.20   |
| De 7,01 a 10     | $ 3,386.92   |
| De 10,01 a 15    | $ 3,225.64   |

## Guarderías y prestaciones sociales
Este seguro cubre a todos los  hijos de madres trabajadoras o de cualquier asegurado que tenga la custodia legal. Para brindarles los cuidados necesarios mientras se el asegurado labora. Además de las prestaciones sociales que son acciones del instituto dirigidas a fomentar la salud, prevenir enfermedades y accidentes, y elevar la calidad de vida de la población.
Este seguro lo paga totalmente el patrón a razón del 1% del salario base de cotización.

## Incapacidades y faltas
Cuando un trabajador asegurado falta a laborar, los días que se toman en cuenta para la base de cotización mensual y bimestral de todos los seguros cambian.
- Si el trabajador falta menos de 8 días (del día 1 al 7), se descuentan días a todos los seguros excepto a enfermedad y maternidad.
- Si el trabajador falta a partir del día 8, se descuentan los días para todos los seguros.
- Si el trabajador tiene un incapacidad avalada por el IMSS, se restan días de todos los seguros excepto el ramo de retiro.[12]

## SUA
En la práctica todos los cálculos de las cuotas se realizan por el software SUA (Sistema Único de Autodeterminación de cuotas), que el IMSS proporciona a los patrones cuando estos tienen más de 5 empleados. Con el programa se genera también el archivo de pago, para que cualquier institución financiera pueda reportar dicho pago y transferir los recursos al instituto.